# Sudi

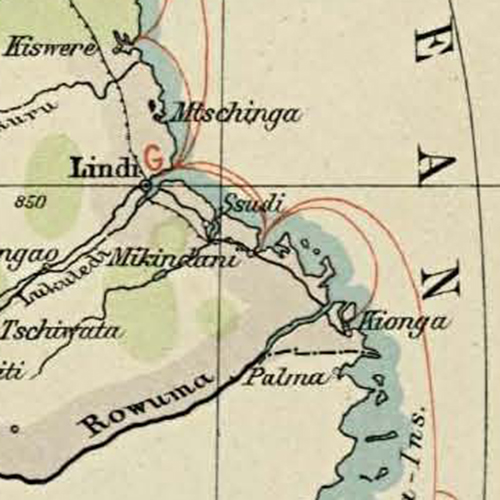
Ssudi in einem deutschen Kolonialatlas von 1906 (Ausschnitt)

Sudi (auch Ssudi) ist eine Meeresbucht und gleichnamige Ortschaft im Südosten Tansanias am Indischen Ozean.

## Geografie
Sudi liegt im Distrikt Lindi in der Region Lindi etwa in der Mitte zwischen den beiden Städten Lindi und Mtwara in einer seichten Bucht. Diese ist von Mangroven bewachsen und reicht weit ins Land. Sie gilt im lokalen, morphologischen Sinne als Creek. Die Sudi-Bucht ist verwinkelt und durch Sandbänke geprägt. Ein landseitiger Wasserzulauf erfolgt durch den Mambi (früher Liteo), der aus Richtung des Makonde-Plateaus in die Sudi-Bucht mündet. Der Meereszugang besteht nur aus einer Fahrrinne, die von großen Schiff schwerlich oder gar nicht passierbar ist. Bei der Einfahrt befinden sich markante Felsen, die wegen ihrer Form mitunter als Pilze bezeichnet werden.
Bedeutende Küstenorte der Umgebung sind Lindi im Nordwesten und Mikindani im Südosten. Kleinere Orte in der Nähe sind Kiswa und Mgao.

## Geschichte
Zur Zeit Deutsch-Ostafrikas war Sudi neben Lindi, Kionga und Mikindani eine der Landungsstellen im südlichen Teil der Kolonie. Damals lebten etwa 2.000 Einwohner an dem Küstenplatz. Die Gründung des hier gelegenen Ortes geht laut Deutsches Kolonial-Handbuch auf einen wohlhabenden Araber zurück. Dieser soll sich in der zweiten Hälfte des 19. Jahrhunderts aus Sansibar kommend in Sudi niedergelassen haben. Die Küstenabschnitte in der Umgebung boten keine Naturhäfen und auch Sudi konnte nicht von allen Schiffen angelaufen werden. Dennoch richtete die deutsche Verwaltung hier ein Zollamt ein.
Militärhistorische Bedeutung erhielt die Sudi-Bucht durch die Fahrt des deutschen Hilfsschiffs Marie, dem im Ersten Weltkrieg der Durchbruch durch die britische Seeblockade vor Deutsch-Ostafrika gelang, woraufhin die Bucht von März bis April 1916 als Zufluchtsort diente. Die Fahrrinne wurde vermint und bis zur Entdeckung durch britische Seestreitkräfte wurden sämtliche Nachschubgüter für die deutsche Schutztruppe entladen. Hierzu wurde ein provisorischer Holzpier errichtet. Trotz Schäden durch Artilleriebeschuss konnte die Marie aus der Sudi-Bucht auf das offene Meer entkommen. Am 15. September 1916 wurde Sudi von britischen Kolonialtruppen besetzt und die Deutschen wurden von der Küste abgedrängt.